# Halswell (Nouvelle-Zélande)
Halswell est une ville satellite de la cité de Christchurch dans l’Île du Sud de la Nouvelle-Zélande.

## Situation
Elle est localisée dans une campagne ouverte à 9 km au sud-ouest du square de la Cathédrale de Christchurch (en) sur le trajet de la route State Highway 75 (en).

## Activité
C’est une ville résidentielle, mais qui a sa propre  identité et une certaine industrie mais qui sert aussi en partie comme une ville dortoir, satellite de la ville de Christchurch .

## Toponymie
Halswell est dénommée d’après le nom de « Edmund Storr Halswell» QC (1790–1874), un officier du gouvernement et membre de la commission de l’aménagement de l’  Association de Canterbury (en). 
Il arriva en Nouvelle-Zélande en 1841 et fut engagé comme « Commissaire» des réserves naturelles. 
Le nom Māori de la ville est: Tai Tapu, qui a été conservé pour ce qui concerne le nom du village situé à 9 km au sud du centre de ‘Halswell’ .

## Vue d’ensemble
Jusqu’à récemment, la ville d’Halswell était complètement séparée de la cité de Christchurch mais dans les années récentes de nombreux lotissements ont été créés vers le nord de la banlieue, donnant lieu à la nouvelle conurbation de Oaklands et de « Westlake (Canterbury) ». 
Celles-ci ont de fait reliées la ville de Halswell à la zone urbaine de Christchurch. 
La zone de Halswell elle-même,  a grossi rapidement avec ces lotissements, qui étendent la zone résidentielle de Aidanfield vers le nord-est, et les “Rocks” au sommet de Kennedy’s Bush Road vers le sud, qui siège sur une colline avec le reste de Halswell sur la partie plate de la Plaines de Canterbury.

## Éducation
Le centre de la communauté de Halswell est l’école « Halswell School » accueillant les garçons et les filles de 5 à 14 ans. 
En 2011, l’effectif était de 626 élèves avec un taux de décile atteignait 10 .

## Équipements
Halswell a une piscine publique, une bibliothèque, des églises catholique, anglicane, unifiée et baptiste, un bureau de poste avec un guichet de la «Kiwibank». 
Le Halswell Quarry Park (en) est un parc familial de 60,4 ha entretenu par le conseil de la cité de Christchurch (en). 
Le parc offre des chemins de randonnée tous temps, un circuit de ‘mountain bike’, des zones d’ébats pour les chiens et les chevaux ainsi qu’une zone de plantes natives et exotiques. 
Bien que dénommé pour cette banlieue, le quartier est adjacent avec la banlieue de Kennedys Bush.

## Evolution
Halswell a grossi en popularité après le tremblement de terre de Canterbury avec la construction de plusieurs subdivisions résidentielles permettant à de nombreux habitants de l’est de Christchurch de se reloger.
Le cours d’eau « Nottingham stream »coule à travers la banlieue et rejoint la rivière Halswell.

## Habitants notables
Harry Ell (en) (1862–1934), Membre du Parlement et promoteur au niveau de la route du Sommet .